# Кубок Волині з футболу 2021
Кубок Волині з футболу 2021 — розіграш Кубка Волині з футболу. Тривав з 5 червня 2021 року до 24 жовтня 2021 року. Фінальний матч відбувся 24 жовтня 2021 року в селі Тростянець між командами "Вотранс" (Луцьк) і "Луцьксантехмонтаж-536" (Луцьк) на новопобудованому спортивному комплексі.

## Учасники
| - "Вотранс" (Луцьк) - ФК "Олика" - "Олімпія" (Княгининок) - ФЦ "Ковель-Волинь" - ФК "Володимир" - "Надія" (Хорів) - "Рубіж" (Любомль) - "Шахтар" (Нововолинськ) - "Торпедо" (Боратин) - ФК "Камінь-Каширський" - "Турія" (Затурці) - Луцьксантехмонтаж-536 (футбольний клуб) - "Агропродукт" (Горохів) - "Прип'ять" (Любешів) - АСК "Забороль" - "Локомотив" (Ківерці) |

## 1/8 фіналу[1]
| Команда 1               | Рахунок | Команда 2                               |
| ----------------------- | ------- | --------------------------------------- |
| АСК "Забороль"          | 1:2     | ФК "Володимир"                          |
| ФК "Камінь-Каширський"  | 1:3     | ФЦ "Ковель-Волинь"                      |
| "Олімпія" (Княгининок)  | 0:2     | "Надія" (Хорів)                         |
| "Рубіж" (Любомль)       | 0:3     | Луцьксантехмонтаж-536 (футбольний клуб) |
| "Прип'ять" (Любешів)    | 0:3     | "Шахтар" (Нововолинськ)                 |
| "Агропродукт" (Горохів) | 2:12    | "Вотранс" (Луцьк)                       |
| "Локомотив" (Ківерці)   | 1:0     | "Торпедо" (Боратин)                     |
| ФК "Олика"              | 3:1     | "Турія" (Затурці)                       |

## 1/4 фіналу[2]
| Команда 1             | Рахунок        | Команда 2                               |
| --------------------- | -------------- | --------------------------------------- |
| "Надія" (Хорів)       | 0:5            | "Вотранс" (Луцьк)                       |
| ФЦ "Ковель-Волинь"    | 2:2 (пен. 6:7) | "Шахтар" (Нововолинськ)                 |
| ФК "Володимир"        | 0:3            | Луцьксантехмонтаж-536 (футбольний клуб) |
| "Локомотив" (Ківерці) | 2:1            | ФК "Олика"                              |

## 1/2 фіналу[3]
| Команда 1             | Рахунок | Команда 2                               |
| --------------------- | ------- | --------------------------------------- |
| "Локомотив" (Ківерці) | 0:1     | Луцьксантехмонтаж-536 (футбольний клуб) |
| "Вотранс" (Луцьк)     | 2:0     | "Шахтар" (Нововолинськ)                 |

## Фінал[5][6]
| 24 жовтня 2021 |

| "Луцьксантехмонтаж-536" | 0:1 | "Вотранс" (Луцьк)  |
| ----------------------- | --- | ------------------ |
|                         |     | Герасимюк Олег 50' |

| Спортивний комплекс c. Тростянець Арбітр: Андрій Шевчук |